# سکیلد کامپوزیتس تریومف
سکیلد کامپوزیتس تریومف (به انگلیسی: Scaled Composites Triumph) یک هواگرد ساختِ کارخانهٔ سکیلد کامپوزیتس در کشور ایالات متحده آمریکا است. این هواگرد برای نخستین بار در ۱۲ ژوئیه ۱۹۸۸ میلادی مورد استفاده قرار گرفت.